# Les Jumeaux oubliés

Les Jumeaux oubliés est un téléfilm français réalisé en 2003 par Jérôme Cornuau.

## Synopsis
Mathieu est un enfant de la DDASS qui connaît un parcours chaotique. Il découvre l'existence d'un frère jumeau prénommé Adrien qui a eu la chance d'être adopté par une bonne famille. Mathieu qui cherche désespérément une famille décide d'enlever son frère Adrien et de se substituer à lui. Il s'aperçoit bien vite de son erreur et décide de libérer Adrien et de lui révéler leur gémellité et l'adoption de ce dernier. Les deux frères vont alors se lancer dans un road-movie, une quête initiatique de leur mère qui les rapprochera.

## Fiche technique
- Réalisateur : Jérôme Cornuau
- Scénario et dialogues : Jean-Luc Estebe, Laetitia Poli
- Photographie : Stéphane Cami
- Musique : Olivier Florio
- Société de production : Europacorp Télévision
- Genre :  Drame
- Durée : 94 minutes
- Diffusé à la télévision le : 7 décembre 2004 sur M6

## Interprétation
- Clément Sibony : Mathieu Bretagne, un enfant de la DDASS et petit délinquant, qui se découvre par hasard un frère jumeau / Adrien, une sage étudiant de bonne famille, son jumeau
- Gabrièle Valensi : Élodie, la petite amie d'Adrien
- Isabelle Renauld : Marion, la mère adoptive
- Christian Charmetant : Cyril, le père adoptif
- Margarida Marinho : Clara
- Suzana Borges : Rachel